# Narahara Shigeru
Narahara Shigeru est un nom japonais traditionnel ; le nom de famille (ou le nom d'école), Narahara, précède donc le prénom (ou le nom d'artiste).
Le baron Narahara Shigeru (奈良原 繁), aussi connu sous le nom de Narahara Kogorō, né le 15 avril 1844 dans le domaine de Satsuma au Japon et décédé à l'âge de 84 ans le 13 août 1918, est un samouraï de l'époque d'Edo qui devint homme politique durant l'ère Meiji. Il gouverna notamment la préfecture d'Okinawa de 1892 à 1907.

## Biographie
Issu d'une famille samouraï du domaine de Satsuma (actuelle préfecture de Kagoshima), Narahara est né en 1834. Lorsqu'en 1862, le daimyo du domaine, Shimazu Hisamitsu, apprend que des éléments radicaux parmi ses samouraïs se sont rencontrés à l'auberge Teradaya à Kyoto pour comploter contre le shogunat Tokugawa, Narahara fait partie des samouraïs chargés de mettre un terme à la conspiration, de supprimer le mouvement et de ramener les samouraïs rebelles. L'affrontement qui s'ensuit, au cours duquel beaucoup de personnes meurent, est appelé incident de Teradaya.
Un autre incident important impliquant des samouraïs de Satsuma a lieu quelques mois plus tard à Namamugi près de Yokohama. Lors de cet incident de Namamugi, un marchand britannique nommé Charles Lennox Richardson est tué, et deux hommes l'accompagnant sont sévèrement blessés lorsqu'ils passent trop près du palanquin de Shimazu sur une route de campagne. L'historien américain George H. Kerr estime que c'est Narahara qui a tué Richardson. Cependant, d'autres sources indiquent que la personne nommée Narahara Kizaemon souvent cité lors des récits de l'incident serait en fait le frère de Shigeru et non Shigeru lui-même.
Après la restauration de Meiji en 1868 et la chute du shogunat, les domaines féodaux sont abolis ainsi que la classe des samouraïs, et un nouveau gouvernement « moderne » à l'occidentale est établi. Narahara, comme beaucoup d'autres anciens samouraïs, s'adapte à ce nouveau système et devient homme politique. Il devient le chef des serviteurs de son ancien daimyo Shimazu Saburō et supervise ses affaires.
En janvier 1872, Narahara et un autre officiel de Satsuma, Ijichi Sadaka, mènent une mission à Shuri, la capitale du royaume de Ryūkyū. L'année précédente s'était déroulé un incident lors duquel un bateau de pêche okinawais s'était échoué à Taïwan. Il s'ensuivit un affrontement entre les pêcheurs naufragés et les aborigènes taïwanais qui se conclut par la mort de tous les Okinawais. Cela dégénéra en incident diplomatique entre la Chine et le Japon qui réclamaient chacun Taïwan et les îles Ryūkyū et attira l'attention de Tokyo sur la menace posée sur le Japon si la Chine ou une puissance étrangère annexait, colonisait ou exerçait son influence sur Okinawa. Narahara et Ijichi ont alors pour mission de rencontrer des officiels de l'île pour discuter des dettes et des taxes du royaume envers Kagoshima, de l'exploitation des dépôts de charbon récemment découverts sur les îles Yaeyama, et de l'obligation du roi de Ryūkyū d'exprimer officiellement son respect envers l'empereur Meiji pour reconnaitre symboliquement sa subordination et celui de son royaume à l'empire du Japon.
Narahara quitte ensuite l'administration de Kagoshima et entre au ministère des Affaires intérieures en 1878. Il sert ensuite comme gouverneur de la préfecture de Shizuoka ainsi qu'à d'autres postes et, en 1892 il devient le huitième gouverneur de la préfecture d'Okinawa,.

### À Okinawa
Son mandat est marqué par la fin de la « politique de préservation des anciennes traditions » (旧慣温存, kyūkan onzon), ou l'« ère du 'ne rien faire' » pour l'historien George Kerr. À l'époque, les politiques de Tokyo à Okinawa se focalisaient sur le maintien des anciennes traditions et des formes d'administration afin d'apaiser le mécontentement local, d'encourager les attitudes pro-japonaises, et d'éviter les pro-chinoises. Sous l'administration de Narahara, cette époque est révolue et la priorité est donnée aux efforts d'occidentalisation et de modernisation en cours dans le reste du Japon depuis des décennies. Ces efforts incluent principalement une réforme des terres, la construction de ports, et l'introduction du système d'éducation national,. Les importantes réformes administratives, comme la redéfinition des districts et la réorganisation des assemblées locales, sont entreprises afin d'établir des méthodes et des systèmes d'administration modernes à Okinawa sur le modèle de ce qui existe déjà dans les autres préfectures japonaises, et la première étape fut d'inaugurer une représentation okinawaise à la Diète du Japon. L'établissement d'un bureau temporaire de réajustement des terres en 1898, qui avait pour objectif de transformer les trois-quarts de la superficie de la préfecture, des terres généralement sans propriétaires communes pour chaque village, en terres privées et individuelles sujettes aux taxes de l'administration moderne, ce qui est considéré par George Kerr comme l'« un des plus grands bouleversements de l'histoire d'Okinawa et l'évènement le plus important entre l'abdication du roi en 1879 et l'invasion américaine de 1945 ».
Mais malgré ces réformes administratives et ces intenses efforts de modernisation, l'économie et la situation politique de la préfecture vis-a-vis de Tokyo peut la faire considérer comme une sorte de colonie plutôt que comme une partie intégrante du pays. Narahara n'est pas très populaire à Okinawa. Il ignore largement les besoins des fermiers okinawais, et donne la priorité aux hommes originaires comme lui de Satsuma (préfecture de Kagoshima). Plusieurs mouvements commencent à émerger pour protester contre ses politiques. L'un d'entre eux, mené par Jahana Noboru, est en contact avec le mouvement pour la liberté et les droits du peuple (自由民権運動, jiyū minken undō) actif dans d'autres régions du pays. Jahana et ses partisans accusent l'administration de Narahara d'engager des politiques inégalitaires et des traitements injustes. Le mouvement est finalement supprimé par Narahara. Un autre groupe d'officiels et de personnalités importantes d'Okinawa, appelé la Kōdō-kai (en) (公同会, « Association pour l'unité publique »), revendique la gestion d'Okinawa par elle-même, et appelle au remplacement de Narahara par le marquis Shō Tai, ancien roi du royaume de Ryūkyū qui dut abdiquer en 1879. Ce mouvement ne revendique cependant pas l'indépendance, et approuve le statut de préfecture et la subordination au gouvernement de Tokyo. Le gouvernement central considère que céder à de telles exigences serait reconnaître la mauvaise administration japonaise et le mécontentement okinawais, et pourrait contribuer au débat sur la souveraineté de l'île. Le mouvement est ainsi rapidement étouffé.
Après avoir servi comme gouverneur d'Okinawa pendant quinze ans, Narahara laisse la place à son assistant en chef, Hibi Kimei, en 1907.
Son nom a été donné au mont Narahara sur Uotsuri-jima des îles Senkaku.

## Source de la traduction
- (en) Cet article est partiellement ou en totalité issu de l’article de Wikipédia en anglais intitulé « Narahara Shigeru » (voir la liste des auteurs).